# 諏訪湖畔病院
医療法人研成会諏訪湖畔病院（いりょうほうじんけんせいかいすわこはんびょういん）は長野県岡谷市にある病院。
主に精神疾患、脳卒中、老年性疾患に力を入れている。特に精神科は、急性期から慢性期、社会復帰へと一貫した医療体制を提供している。

## 診療科目
- 内科
- 神経内科
- 脳神経外科
- 精神科
- 心療内科
- 循環器内科
- 整形外科
- 歯科
- 歯科口腔外科

## 交通
- JR岡谷駅より諏訪バス（今井経由線）に乗車し「湖畔病院前」下車。所要時間約20分。